# Perakia
Perakia is een geslacht van rechtvleugeligen uit de familie veldsprinkhanen (Acrididae). De wetenschappelijke naam van dit geslacht is voor het eerst geldig gepubliceerd in 1929 door Ramme.

## Soorten
Het geslacht Perakia omvat de volgende soorten:
- Perakia bettotania Willemse, 1936
- Perakia borneensis Willemse, 1936
- Perakia maculipennis Ramme, 1930
- Perakia mindanaensis Ramme, 1930
- Perakia siebersia Willemse, 1936
- Perakia striatipennis Ramme, 1930